# Strâmtoarea Coreei
Strâmtoarea Coreei este o strâmtoare situată în nord-vestul Oceanului Pacific care desparte Japonia de Coreea de Sud și unește Marea Chinei de Est cu Marea Japoniei. Strâmtoarea este despărțită de Insula Tsushima în canalul vestic și canalul estic – Strâmtoarea Tsushima.

## Geografie
La nord, strâmtoarea este mărginită de coasta sudică a Peninsulei Coreeane, iar la sud de insulele sud-vestice ale arhipelagul japonez — Kyūshū și Honshū. Are o lățime de circa 200 km și o adâncime medie de 90–100 metri.

## Denumiri
|                          | Peninsula Coreeană - Kyushu (întreaga strâmtoare)  | Peninsula Coreeană - Insula Tsushima (partea de nord-vest)                                                                  | Insula Tsushima - Kyushu (partea de sud-est)                                                                                       |
| Denumirea internațională | Korea Strait                                       | Korea Strait Western Channel                                                                                                | Tsushima Strait or Korea Strait Eastern Channel                                                                                    |
| Denumirea nord-coreeană  | 조선해협 - 朝鮮海峡 Chosŏn Haehyŏp "Korea Strait"  | 부산해협 - 釜山海峡 Pusan Haehyŏp "Busan Strait"                                                                            | 쯔시마해협 - 對馬海峡 Tchŭsima Haehyŏp "Tsushima Strait"                                                                           |
| Denumirea sud-coreeană   | 대한해협 - 大韓海峡 Daehan Haehyeop "Korea Strait" | 부산해협 - 釜山海峡 Busan Haehyeop "Busan Strait"                                                                           | 쓰시마해협 - 對馬海峡 Sseusima Haehyeop "Tsushima Strait"                                                                          |
| Denumirea japoneză       | 対馬海峡 Tsushima Kaikyō "Tsushima Strait"         | 朝鮮海峡 or 対馬海峡西水道 Chōsen Kaikyō or Tsushima Kaikyō Nishi-suidō "Korea Strait" or "Tsushima Strait Western Channel" | 対馬海峡 or 対馬海峡東水道 Tsushima Kaikyō or Tsushima Kaikyō Higashi-suidō "Tsushima Strait" or "Tsushima Strait Eastern Channel" |